# 三輪昭尚
三輪 昭尚（みわ あきひさ、1952年〈昭和27年〉3月23日 - ）は、日本の実業家。第4代内閣情報通信政策監。

## 来歴
京都府出身。1974年（昭和49年）3月、京都大学工学部建築学科を卒業し、同年4月、大林組へ入社。1983年（昭和58年）5月、イリノイ工科大学大学院（経営工学）修士課程を修了。
入社以来建築事業に従事し、大林組IT戦略企画室長、大林USA代表取締役社長、大林組常務取締役原子力本部長、技術本部長、情報システム担当、取締役専務執行役員などを歴任した他、内閣官房情報通信技術総合戦略室で情報通信技術顧問を務めた。
2018年（平成30年）6月、大林組顧問に就任。同年7月10日、内閣情報通信政策監に就任。
2021年（令和3年）8月31日、デジタル庁発足による内閣情報通信政策監の廃止に伴い、退官。

## 年譜
- 1974年（昭和49年）
  - 3月 - 京都大学工学部建築学科卒業[1]
  - 4月 - 大林組入社[1]
- 1983年（昭和58年）5月 - イリノイ工科大学大学院（経営工学）修士課程修了[1]
- 2003年（平成15年）6月 - 大林組IT戦略企画室長[1]
- 2004年（平成16年）1月 - 大林USA代表取締役社長[1]
- 2005年（平成17年）6月 - 大林組執行役員[1]
- 2007年（平成19年）
  - 4月 - 大林組常務執行役員[1]
  - 6月 - 大林組常務取締役原子力本部長[1]
  - 11月 - 大林組技術本部長[1]
- 2008年（平成20年）4月 - 大林組情報システム担当[1]
- 2010年（平成22年）4月 - 大林組取締役専務執行役員[1]
- 2018年（平成30年）
  - 3月 - 大林組取締役[1]
  - 4月 - 内閣官房情報通信技術総合戦略室情報通信技術顧問[1]
  - 6月 - 大林組顧問[1]
  - 7月 - 内閣情報通信政策監[1][4]
- 2021年（令和3年）8月 - 退官[5][6]